# در کنار هم
در کنار هم یک مجموعه تلویزیونی محصول سال ۱۳۸۱ به کارگردانی فتحعلی اویسی، کارگردانی تلویزیونی مسعود فروتن، نویسندگی حسین مثقالی، شعله نیک‌روش، تهیه‌کنندگی سید کمال طباطبایی و برنامه‌ریز نوشا سعیدی می‌باشد که از شبکه یک پخش شد. این مجموعه در ۲۶ قسمت تهیه شد. این مجموعه در قالب طنز به بررسی مشکلات و تنگناهای جامعه می‌پردازد و آخرین بار سال ۱۳۹۸ از شبکه آی فیلم پخش شد.

## خلاصه داستان
رکن‌آبادی، که یک وکیل بوده فوت می‌کند و پسرش پس از ۱۶ سال بعد از مرگ پدر به دفتر وکالت او می‌آید و هر کدام از اتاقهای آن را به یک نفر اجاره می‌دهد. از جمله یک ناشر، مهندس راه و ساختمان و دوست قدیمی پدر او که کار تزریقات و پانسمان انجام می‌دهد.

## بازیگران
- خسرو شکیبایی آقای رکن آبادی (مدیر مجموعه و صاحب دفتر وکالت)
- مهرانه مهین‌ترابی خانم بهارلو (منشی مجموعه)
- سیروس گرجستانی دکتر منصوری (پزشک تجربی)
- فتحعلی اویسی استاد امجد (ناشر کتاب)
- رامین ناصرنصیر آقا جلال (آبدارچی مجموعه)
- امیرحسین صدیق آقای فرخی (وکیل و دستیار آقای رکن آبادی)
- برزو ارجمند مهندس نکیسا (مهندس مشاور)
- شراره دولت‌آبادی خانم جهاندوست (ویراستار کتاب‌های استاد امجد)
- سیما گرجستانی خانم مهندس فروتن (کار آموز مهندس نکیسا)
- الیزابت امینی خانم گلشن (ویراستار کتاب‌های استاد امجد)

## بازیگران مهمان
- سروش خلیلی صاحب ملک
- سیاوش مفیدی نویسنده جوان
- بهروز شعیبی بیمار روحی
- رضا کشاورزی